# Torki (Pologne)
Pour les articles homonymes, voir Torki.
Torki [ˈtɔrki] est un village du district administratif de la gmina Medyka, dans le powiat de Przemyśl, en voïvodie des Basses-Carpates, au sud-est de la Pologne, à proximité de la frontière avec l'Ukraine. Il est situé approximativement à 4 kilomètres (2 mi) au nord de Medyka, à 14 km (9 mi) au nord-est de Przemyśl et à 71 km (44 mi) à l'est de la capitale régionale Rzeszów.
Le village a une population de 851.